# ExoMars Trace Gas Orbiter
ExoMars Trace Gas Orbiter — космічний апарат, запущений 14 березня 2016 року для вивчення походження домішок в атмосфері Марса.
Апарат збудовано за програмою «ЕкзоМарс» спеціалістами європейського і російського космічних агентств.
До квітня 2018 року переведений на низьку колову орбіту висотою близько 400 кілометрів. З 21 квітня 2018 року почалася наукова місія.

## Наукові цілі проєкту
Космічний апарат дослідить і з'ясує природу виникнення в атмосфері Марса домішок метану, водяної пари й інших газів, про вміст яких на червоній планеті відомо з 2003 року. Наявність метану, який швидко розкладається під впливом ультрафіолетового випромінення, говорить про його постійне надходження з невідомого джерела. Таким джерелом можуть бути копалини або біосфера — живі організми. ExoMars Trace Gas Orbiter виявить місця виникнення метану, щоб апарат «Екзормарс-ровер» висадився в ті місця 2018 року.
Європейське космічне агентство має і другу мету: випробувати нову технологію входу в атмосферу, спуску і посадки космічних апаратів на поверхню планет. «Орбітер» буде мати на борту посадковий модуль «Скіапареллі».

## Історія розробки
У 2008 році космічне агентство НАСА подало проєкт Марсіанського орбітального апарата (англ. Mars Science Orbiter). Рік потому, після підписання угоди про спільне співробітництво в області дослідження Марса, частина проєкту розроблялась ЄКА, а сам проєкт був змінений. Апарат змінив назву, дата запуску була перенесена на 2016 рік, а обладнання почало розроблятися як НАСА, так і ЄКА. Було вирішено, що ExoMars Trace Gas Orbiter замінить супутник Mars Reconnaissance Orbiter і буде включений в програму «ЕкзоМарс». Запуск повинен був відбутись за допомогою ракети Atlas V. Однак, у 2012 році, внаслідок скорочення бюджету, НАСА було змушене зупинити співпрацю в проєкті. Того ж року ЄКА почало співпрацю з Роскосмосом. Робота над технічними приладами зонда відбувалася в Інституті космічних досліджень РАН. Остаточно було прийнято рішення, що для запуску буде використано ракету-носій «Протон».

## Хронологія місії

### Запуск
14 березня 2016 року з космодрому Байконур стартувала ракета, яка доставить на Марс дослідні модулі — орбітальний апарат Trace Gas Orbiter і десантний модуль «Скіапареллі». Планується, що на політ місії на Марс піде сім місяців, космічний апарат досягне Марса 19 жовтня.

### Етап перельоту
28 липня 2016 року з метою подальшого виведення на високоеліптичну орбіту Марса був проведений маневр для корекції параметрів польоту космічного апарата. Двигун апарата був увімкнений впродовж 52 хвилин.

### Вихід на орбіту та відділення посадкового модуля
Відокремлення спускного апарата «Скіапареллі» від космічного апарата ExoMars Trace Gas Orbiter відбулося 17 жовтня 2016 року під час підльоту до Марса, до гальмування орбітального модуля для переходу на орбіту планети. Проте при здійсненні посадки на великій швидкості «Скіапареллі» розбився. Остаточна причина того, що сталося, буде встановлено після експертизи.

## Наукові дослідження
Спостереження за науковою програмою TGO почалися із 21 квітня 2018 року на низькій коловій орбіті висотою близько 400 кілометрів над поверхнею Марса: запрацювала камера високої роздільности CaSSIS і спектрометри. 2 березня 2019 року CaSSIS зробив знімок, на котрому видно спускний апарат InSight, парашут і дві половини капсули, котрі захищали InSight під час його входу в атмосферу Марса — теплозахисний екран і задню панель.